# Anaxibia (dier)
Anaxibia is een geslacht van spinnen uit de  familie van de Dictynidae (kaardertjes).

## Soorten
- Anaxibia caudiculata Thorell, 1898
- Anaxibia difficilis (Kraus, 1960)
- Anaxibia nigricauda (Simon, 1905)
- Anaxibia peteri (Lessert, 1933)
- Anaxibia pictithorax (Kulczynski, 1908)
- Anaxibia rebai (Tikader, 1966)